# Тутышкин, Андрей Петрович
Андре́й Петро́вич Туты́шкин (11 [24] января 1910, Кишинёв, Бессарабская губерния — 30 октября 1971, Москва) — советский и российский актёр театра, кино, озвучивания и дубляжа, режиссёр театра и кино. Заслуженный артист РСФСР (1946).

## Биография
Родился 11 (24 января) 1910 года в Кишинёве в семье врача-психиатра, профессора Петра Петровича Тутышкина.
В 1930 году окончил театральную школу при Театре имени Е. Б. Вахтангова, работал в различных театрах страны как актёр и режиссёр, снимался в кино. Прославился работой в фильме «Волга, Волга» в роли счетовода Алёши Трубышкина, в титрах упомянут как «орденоносец Тутышкин».
Поставил в Театре имени Е. Вахтангова драму Лермонтова «Маскарад», причём премьера лермонтовского «Маскарада» в постановке Андрея Тутышкина была показана накануне войны — 21 июня 1941 года. В одну из первых военных бомбёжек (23 июля 1941 года) в здание театра попала бомба. Среди погибших был один из лучших актёров театра Василий Куза — друг Тутышкина. Здание было сильно разрушено, уничтожены многие декорации. По Арбату ещё долго были раскиданы элементы декораций и реквизита спектакля «Маскарад».
22 октября 1941 года Андрей Тутышкин с театром был эвакуирован в город Омск, где снова поставил лермонтовский «Маскарад» в здании Омского театра драмы. В 1943 году руководил фронтовой группой театра имени Вахтангова.
В 1945—1947 годах — художественный руководитель Ленинградского театра музыкальной комедии.
В 1960-х годах жил и работал в Ленинграде, был художественным руководителем Театра имени Ленинского комсомола, а также работал как режиссёр на Ленфильме. Режиссёр-постановщик фильмов «Безумный день», «Свадьба в Малиновке»,  «Вольный ветер», «Мы с вами где-то встречались», «Шельменко-денщик», «К Чёрному морю» и других.
Скончался 30 октября 1971 года. Похоронен в Москве на Головинском кладбище рядом с могилой отца.

## Фильмография

### Актёр
- 1935 — Мяч и сердце — почтальон
- 1938 — Волга-Волга — счетовод Алёша Трубышкин
- 1939 — Девушка с характером — Сергей Берёзкин, краснофлотец
- 1939 — Личное дело — директор школы
- 1939 — Ночь в сентябре — Иван Николаевич, офицер госбезопасности
- 1940 — Весенний поток — член экзаменационной комиссии
- 1941 — Сердца четырёх — профессор Аркадий Васильевич Ершов
- 1944 — Поединок — «инженер Леонтьев», он же майор госбезопасности Сергеев
- 1945 — Близнецы — профессор Пётр Петрович Листопадов
- 1948 — Три встречи — эпизод
- 1954 — Мы с вами где-то встречались — Фёдор Васильевич, пенсионер
- 1954 — Запасной игрок — Пётр Андреевич, директор киногруппы
- 1956 — Карнавальная ночь — Фёдор Петрович Миронов, бухгалтер
- 1957 — К Чёрному морю — директор МТС
- 1957 — Сапоги — актёр (король Бобеш)
- 1958 — Матрос с «Кометы» — режиссёр ЦСДФ
- 1959 — Заре навстречу — Грацианов
- 1959 — В степной тиши — Потугаев
- 1960 — Бессонная ночь — Власюк
- 1960 — Испытательный срок — приказчик
- 1961 — Академик из Аскании — Анисимов, начальник управления
- 1961 — Артист из Кохановки — Иван Иванович Костенко, профессор
- 1961 — Взрослые дети — Борис Владимирович, архитектор
- 1967 — Анна Каренина — адвокат Лавьер

### Озвучивание
- 1939 — Лимпопо — доктор Айболит
- 1940 — Сказка о попе и его работнике Балде — старый Бес
- 1960 — Человечка нарисовал я — усатый военный («Кот в самоваре») / ассистент главного «надувальщика»
- 1961 — Чиполлино — 1-й уличный сплетник / один из солдат-лимончиков / начальник тюрьмы
- 1963 — Три толстяка — Три толстяка
- 1971 — Оловянный солдатик

## Аудиоспектакли
- «Оле Лукойе»

### Режиссёр театра
В кукольном Гостеатре детской книги, Москва:
- 1933  —  «Колдун» (совместно с М. Н. Сидоркиным)

В Театре имени Е. Вахтангова:
- 1939 — «Соломенная шляпка» Эжена Лабиша и Марк-Мишеля
- 1941 — «Маскарад» М. Ю. Лермонтова, премьера состоялась 21 июня 1941 года, в последний вечер перед началом войны
- 1943 — «Слуга двух господ» Гольдони
- 1945 — «Последний день»

В Ленинградском театре музыкальной комедии:
- 1945 — «Девичий переполох»[2] Ю. Милютина
- 1946 — «Весёлая вдова»[3] Ф. Легара
- 1946 — «В зимнюю ночь»[4] И. Дзержинского
- 1947 — «Роза ветров»[5] Б. Мокроусова
- 1947 — «Таёжный соловей»[6] Ю. Милютина
- 1959 — «Левша» А. Новикова
- 1964 — «Моя прекрасная леди» Ф. Лоу

В Ленинградском театре комедии:
- 1950 — «Летний день» Ц. Солодаря
- 1950 — «Добрый город» Г. Гулиа
- 1952 — «Безумный день, или Женитьба Фигаро» Бомарше

В Театре им. Ленинского Комсомола:
- 1955 — «Разгром» А. Фадеева

В Московском новом театре миниатюр:
- 1962 — «О времена, о нравы!»

В Ленинградском театре миниатюр:
- 1964 — «Волшебники живут рядом» Александра Хазина (под руководством и при участии Аркадия Райкина)

### Режиссер-постановщик
- 1954 — Мы с вами где-то встречались
- 1956 — Безумный день
- 1957 — К Чёрному морю
- 1961 — Вольный ветер
- 1963 — Крыса на подносе
- 1962 — Как рождаются тосты
- 1967 — Свадьба в Малиновке
- 1971 — Шельменко-денщик

### Сценарист
- 1971 — Шельменко-денщик

## Награды
- Орден «Знак Почёта» (1 февраля 1939)
- Заслуженный артист РСФСР (16 декабря 1946)
- медали